# NGC 711
NGC 711 في الفهرس العام الجديد، هي مجرة، تقع في كوكبة الحمل (كوكبة). اكتشفت في 4 نوفمبر 1881 بواسطة إدوارد ستيفان.

## روابط خارجية
- NGC 711 على موقع ويكي سكاي: DSS2, SDSS, GALEX, IRAS, Hydrogen α, X-Ray, Astrophoto, Sky Map, Articles and images